# San Cristóbal Totonicapán
San Cristóbal Totonicapán est une ville du Guatemala dans le département de Totonicapán.